# قرار مجلس الأمن التابع للأمم المتحدة رقم 2049
قرار مجلس الأمن التابع للأمم المتحدة رقم 2049، المتخذ بالإجماع في 7 يونيو 2012.

## روابط خارجية
- نص القرار في undocs.org